# Nürnbergbryggeriet

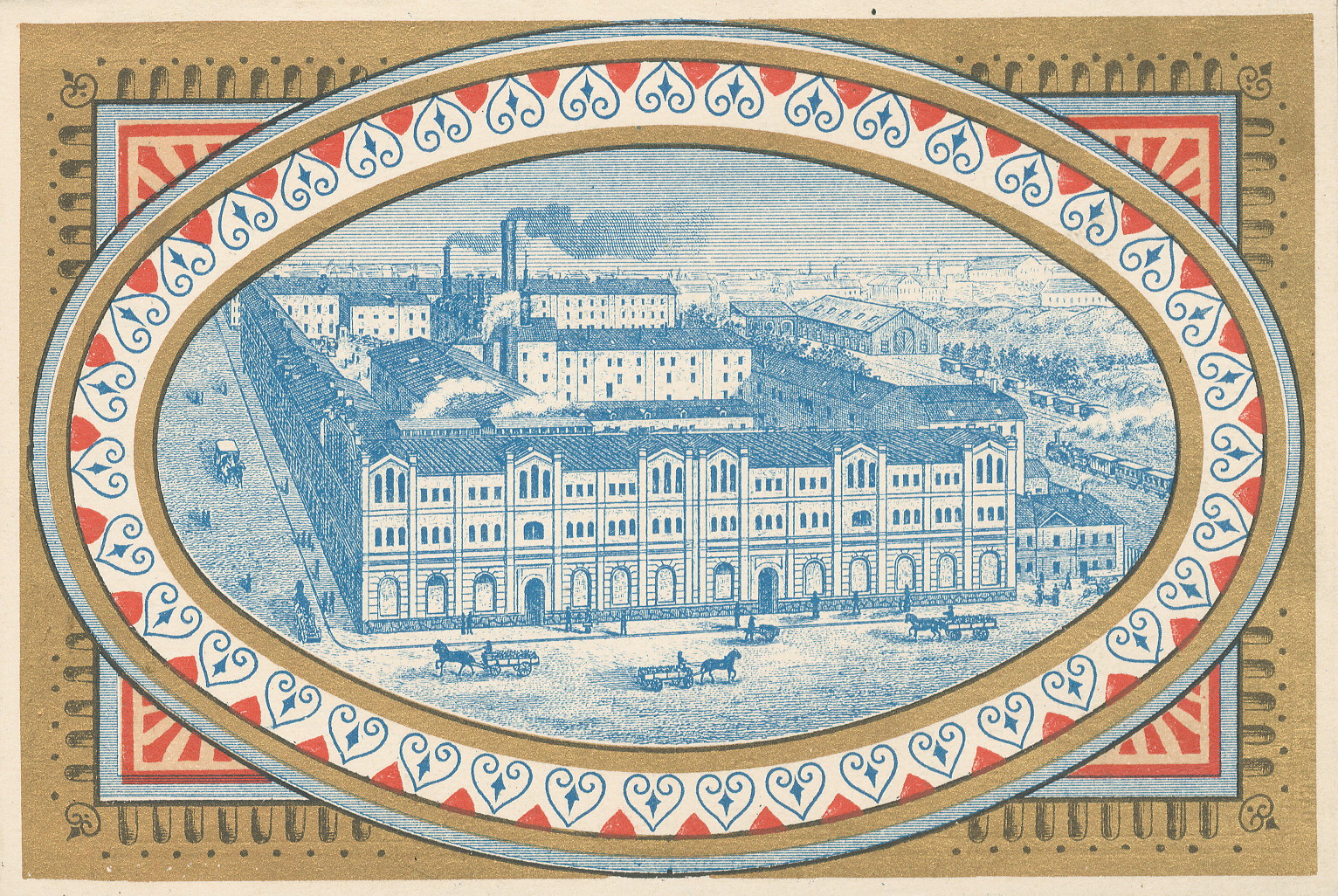
Nürnbergryggeriet kring selekskifter 1900, vy västerifrån.

Nürnbergbryggeriet, egentligen Nürnbergs Bryggeri, var ett ölbryggeri på dagens fastighet Dykärret Mindre 12 vid Björngårdsgatan/Högbergsgatan på Södermalm i Stockholm. På Dykärret Mindre 10 hade bryggeriet sina kontors- och bostadslokaler. Verksamheten upphörde 1916. Bebyggelsen är blåmärkt av Stadsmuseet i Stockholm, vilket innebär att den utgör "synnerligen höga kulturhistoriska värden". Gatan Nürnbergsgången i kvarterets västra del påminner idag om den tidigare verksamheten.

## Kvarteret
Dykärret är ett mycket gammalt kvartersnamn som är belagt i skrift sedan 1649. Anledning till namnet var troligen den kärraktiga terrängen runt sjön Fatburen som låg söder om kvarteret. Genom landhöjning och igenfyllning blev sjön allt mindre och försvann helt i slutet av 1850-talet i samband med järnvägsbyggandet och anläggandet av Södra Station.

## Historik

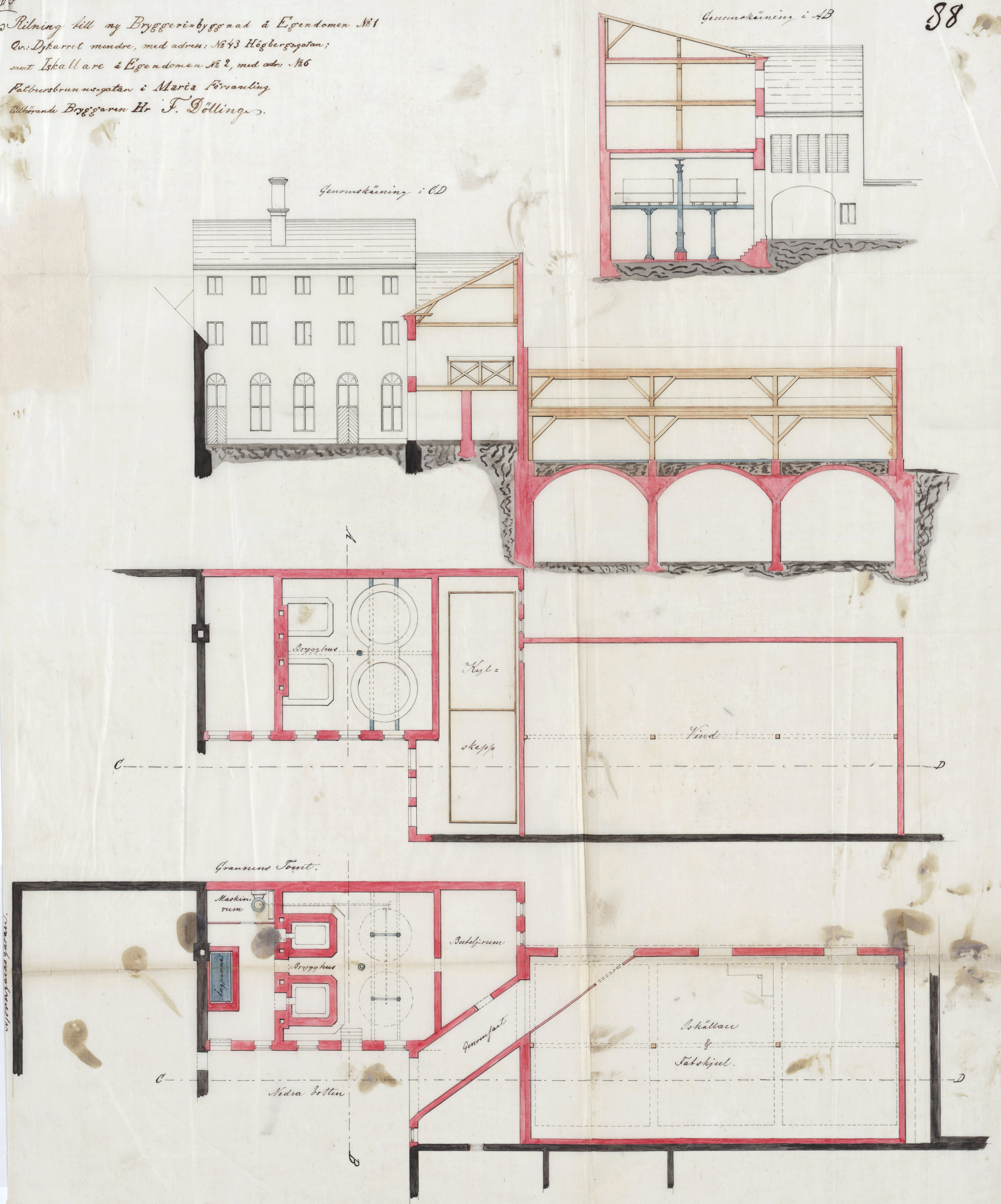
Bygglovsritning för nya bryggeribyggnader, beställare bryggare Fritz Dölling, 1873.

Kvarteren Dykärret, Dykärret Större och Dykärret Mindre var på 1600-talet Stockholms centrum för bryggerihantering. För bryggeri behövs god vattenkvalitet och det fanns i Fatburen vid denna tid. De små bryggerierna i kvarteren var redan på 1600-talet kända för sitt goda öl. Bryggeriet på dagens fastighet Dykärret Mindre 12 (dåvarande nr 6) drevs 1743 - 1786 av Sven Roos, tillhörande gammal Stockholmsfamilj med flera åldermän i Bryggareämbetet. Roos bryggeri blev så småningom det största bryggeriet i Dykärret. Roos själv bodde i den äldsta bevarade byggnaden, i hörnet Högbergsgatan/Björngårdsgatan.
Under åren 1810-1840 innehades bryggeriet av bryggaren Johan Gustaf Wertmüller (1783-1856). Efter flera ägarbyten köptes det gamla bryggeriet 1862 av den tyske bryggaren och industrimannen Fritz Dölling och den svenske guldsmeden Carl Gustaf Simonsson. Simonsson hade kapital som han nu önskade att investera i bryggerinäringen. På 1860-talet köpte Dölling och Simonsson ytterligare ett gammalt bryggeri, denna gång vid Luntmakargatan på Norrmalm som sedermera fick namnet Hamburgerbryggeriet.
Redan tidigare hade bayersk öl börjat tillverkas i bryggeriet vid Högbergsgatan och de nya ägarna tog upp denna tillverkning. Man började en kraftig utbyggnad och modernisering, köpte ångmaskin och tysktillverkade bryggerimaskiner och industriell drift infördes. Namnet Nürnberg Bayerska Bryggeri Bolag (NBBB) började användas. Dölling kom från den tyska staden Fürth, nära Nürnberg och därför valdes förmodligen denna stads namn för bryggeriet. Nürnbergs bayerska öl höll en mycket hög klass, det var ett av de två svenska bryggerier som medaljerades vid världsutställningen i Wien 1873.
Efter Simonssons död 1870 blev Nürnbergbryggeriet ett familjeföretag tillsammans med två söner och en svärson. 1883 startades produktionen av pilsner efter Hamburgerbryggeriets stora framgångar med denna produkt. 1889 såldes rörelsen till nystartade kartellen AB Stockholms Bryggerier. Dölling fortsatte att leda företaget men efter en schism med konsortiet hoppade han av och startade Pilsnerbryggeriet på hörnet vid dagens Götgatan och Ringvägen. 
När anläggningen var fullt utbyggd omfattades hela kvarteret Dykärret Mindre. Den ståtliga och representativa fasaden mot söder och Swedenborgsgatan hörde till byggnaden som tillkom under åren 1882–1883 samt 1888–1889 efter ritningar av arkitekt Alwin Jacobi. Här låg tappning, lager och jäskällare. Utseendet framgår av en reklametikett från sekelskiftet 1900 där man ser en illustration över hela anläggningen ur fågelperspektivet från väster. Trots moderniseringar lade Stockholms Bryggerier 1916 ner Nürnbergbryggeriets verksamhet. 

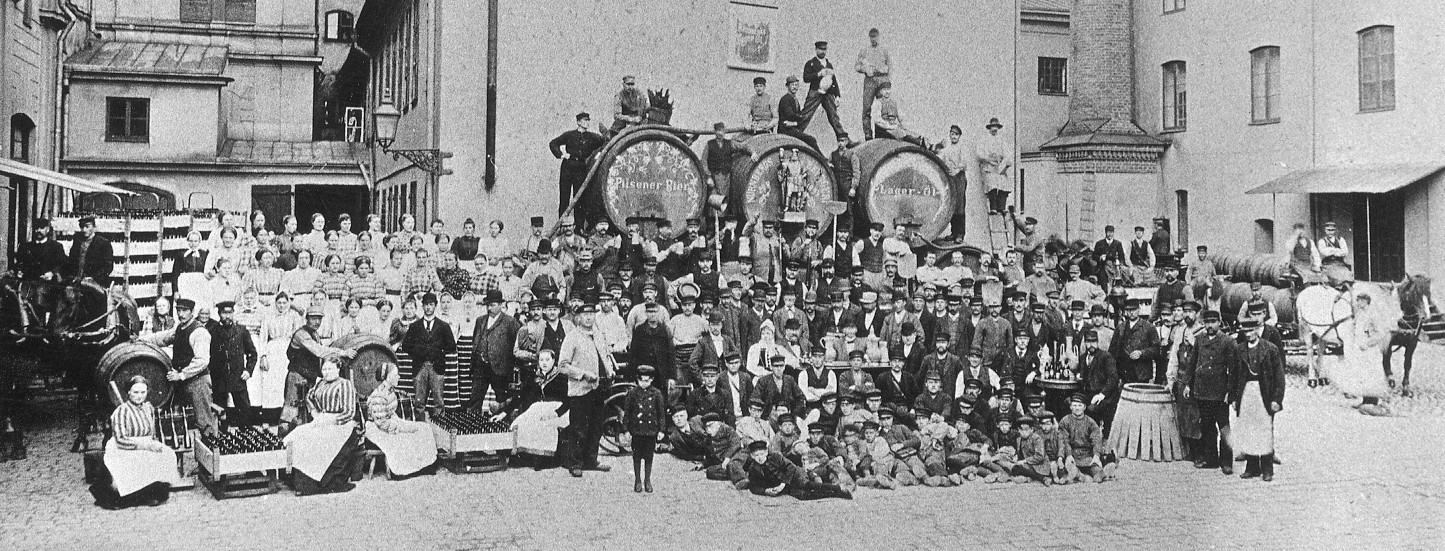
Bryggeriets personal, även kullor och springpojkar, uppställda på gården vid sekelskiftet 1900.

## Området idag
År 1918 övertog Stockholms stad anläggningen och hade där magasin samt fryshus i fastigheterna fram till 1971. Under den här perioden fanns även en del småindustrier i byggnaderna. 1984 inköptes de ursprungliga bryggerilokalerna på fastigheten Dykärret Mindre 12 av privata intressen och efter omfattande renoveringar flyttade NürnbergHusets fest & konferensanläggning in. Bebyggelsen mot Swedenborsgatan revs 1980 och två större bostadshus uppfördes i dess ställe av AB Familjebostäder efter ritningar av arkitektkontoret Malmquist & Skoogh. Husen på fastigheten Dykärret Mindre 10 (mot Högbergsgatan) behölls av Staden. De har framför allt fungerat som bryggeriets kontor och bostadshus och ägs idag av AB Stadsholmen som lät upprusta dem på 1980-talet.

## Källor

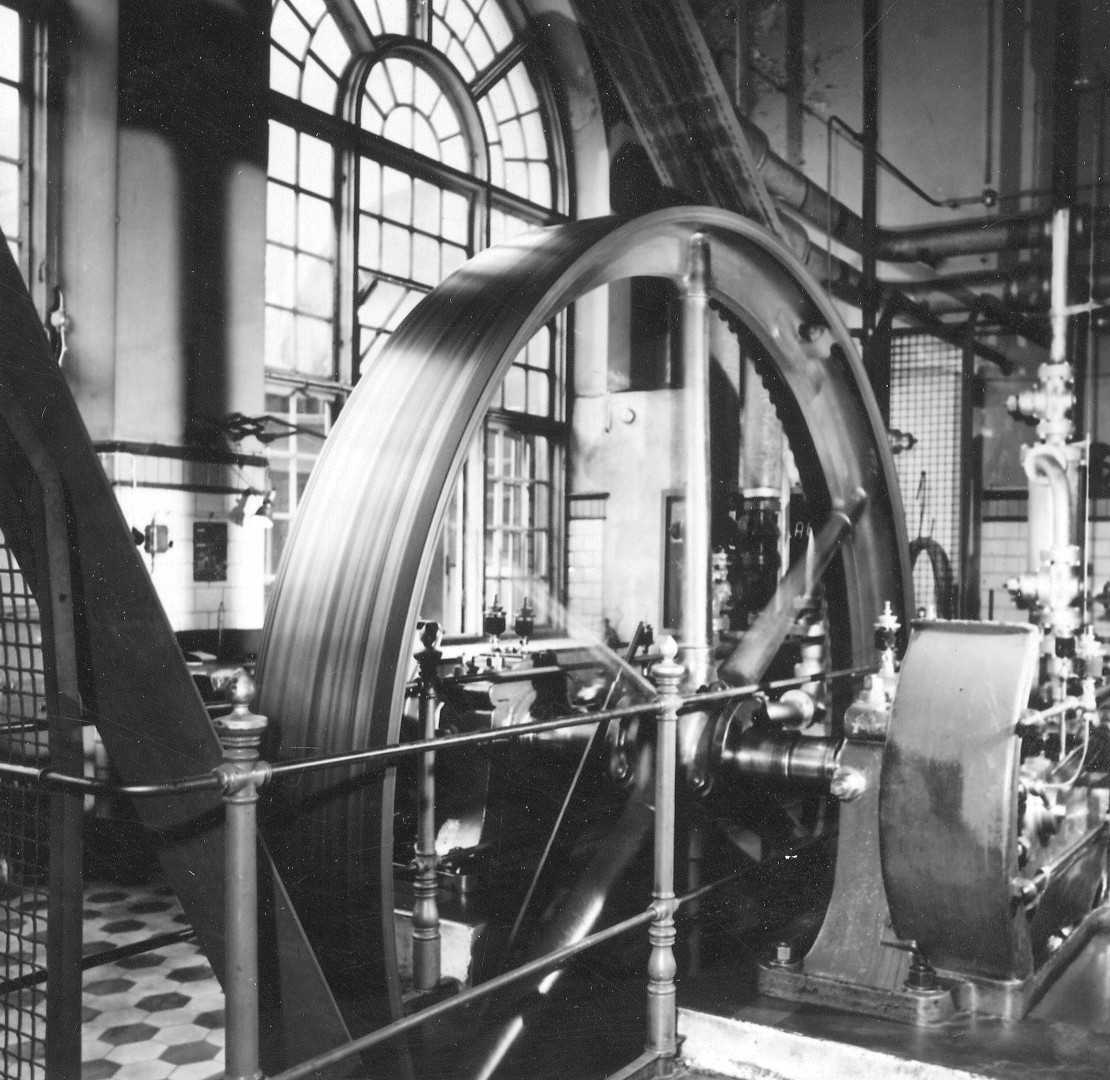
Maskinhallen 1967.

## Bilder

Bryggeriets byggnader idag
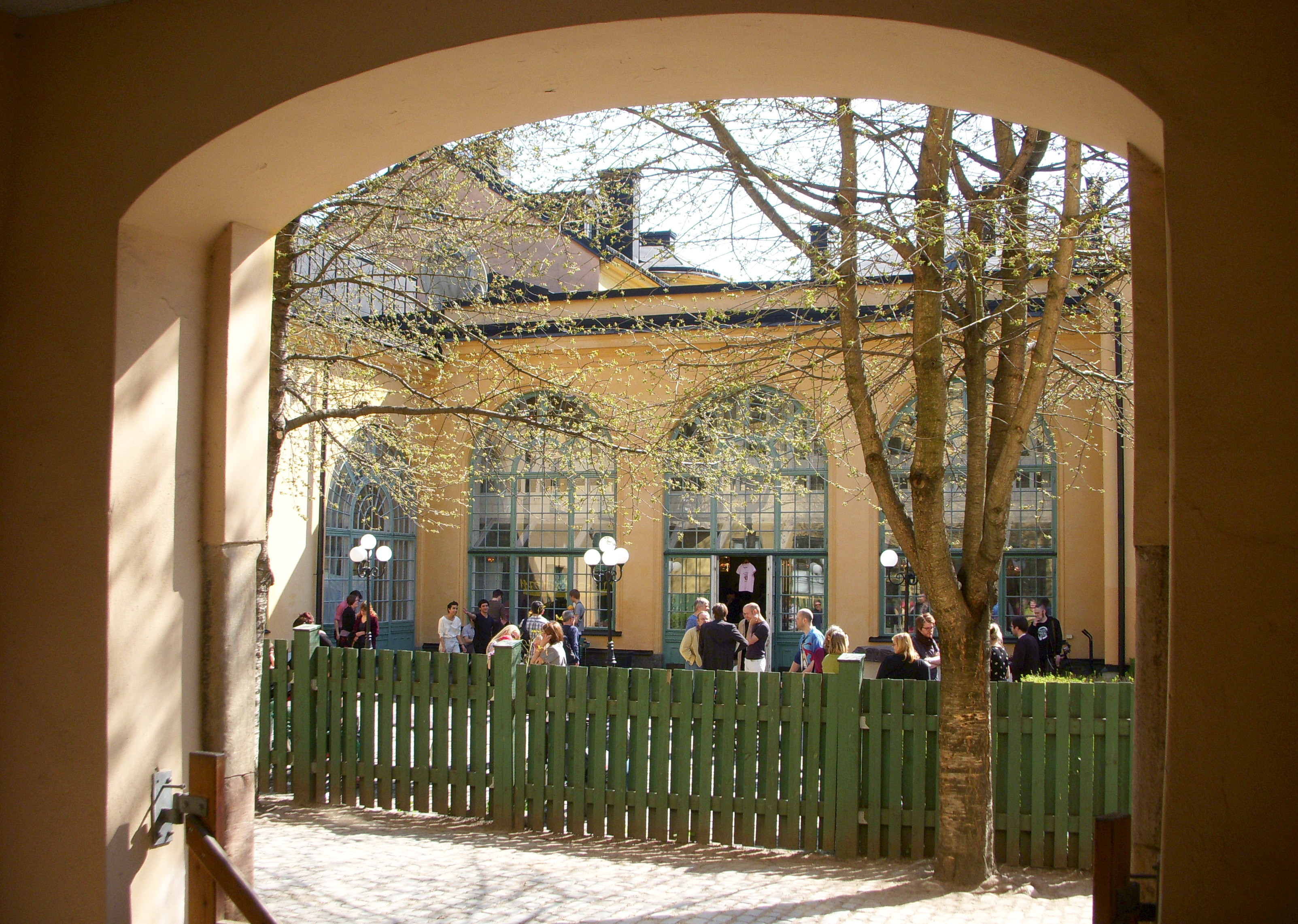
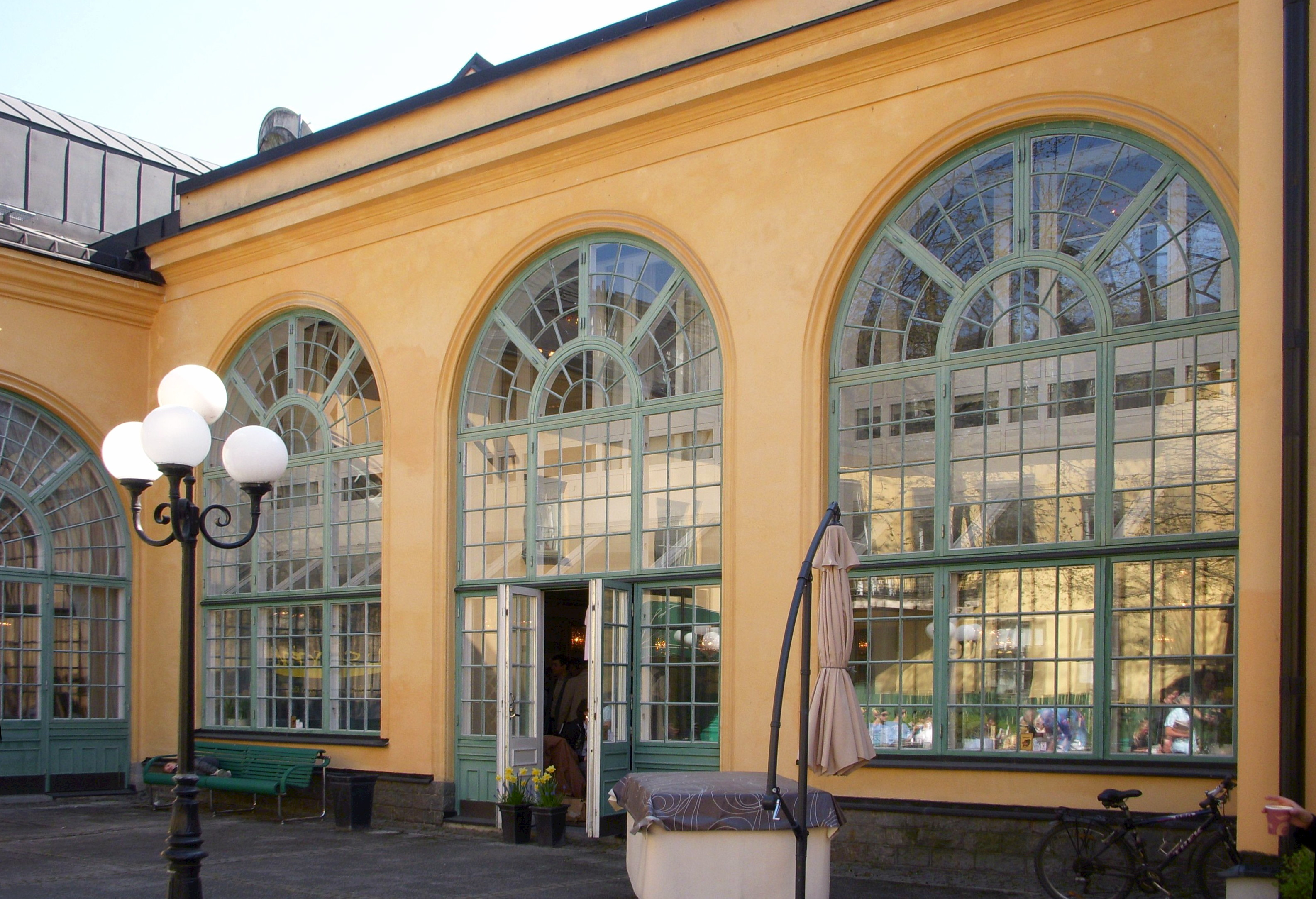
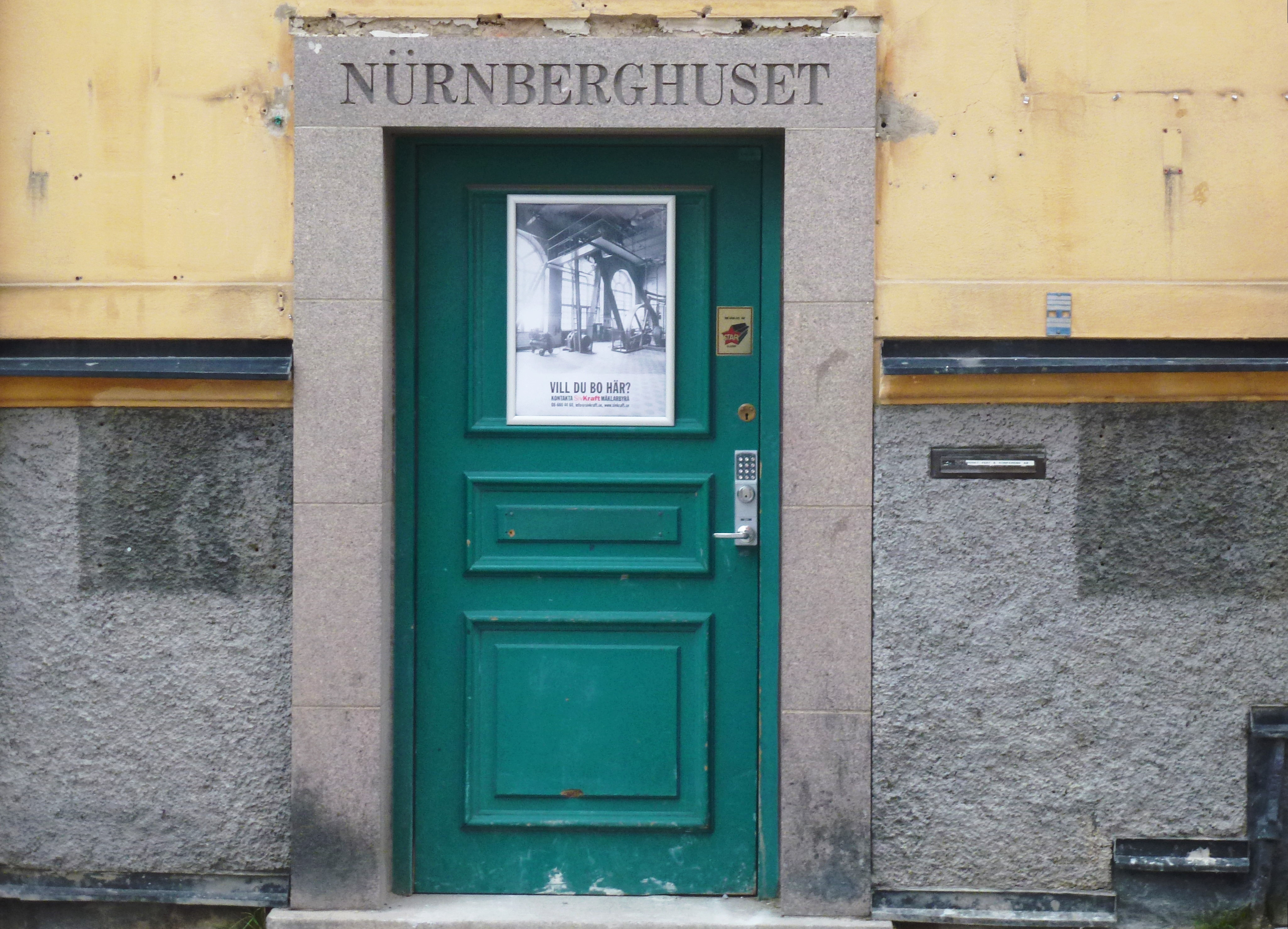
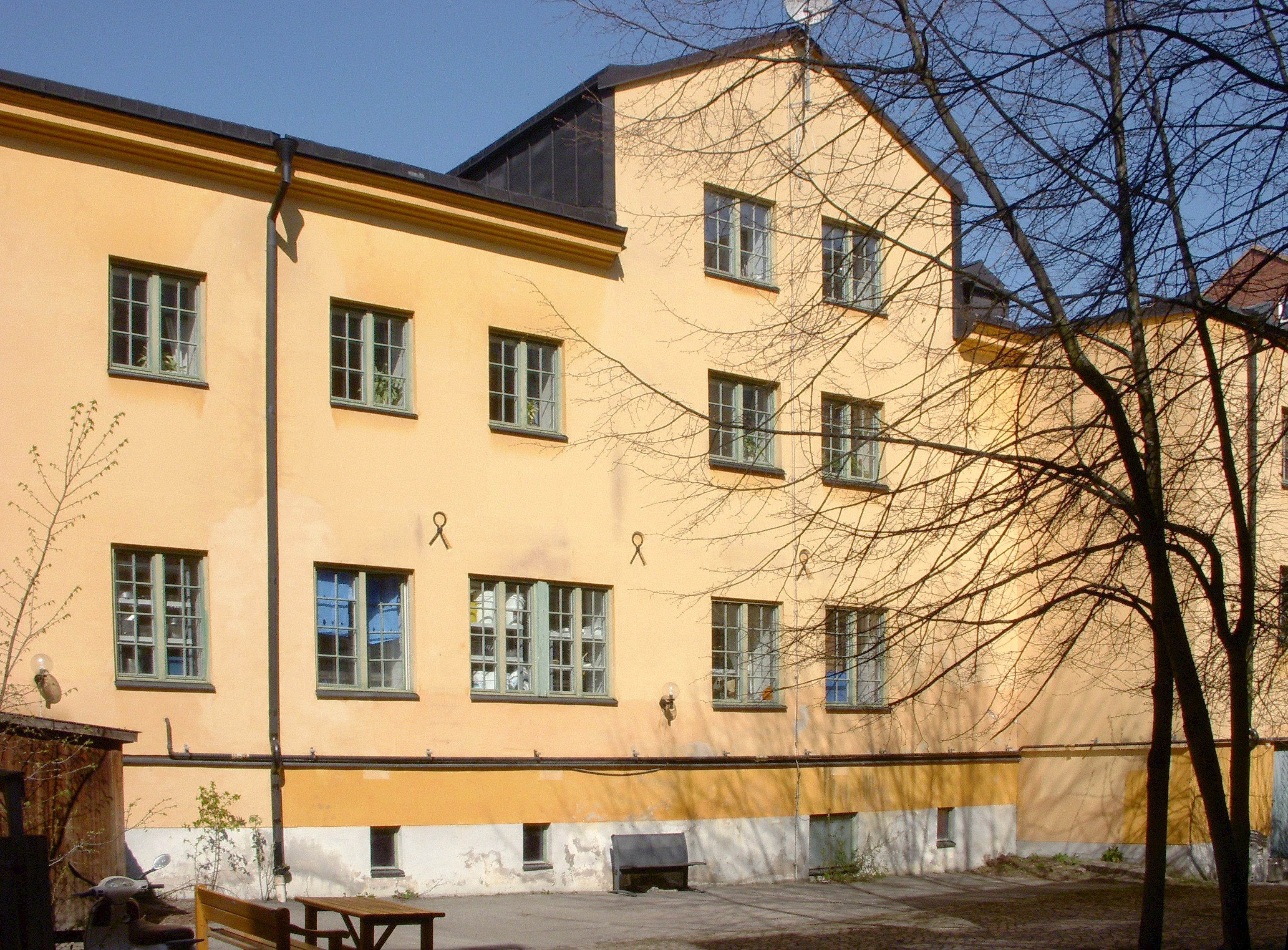
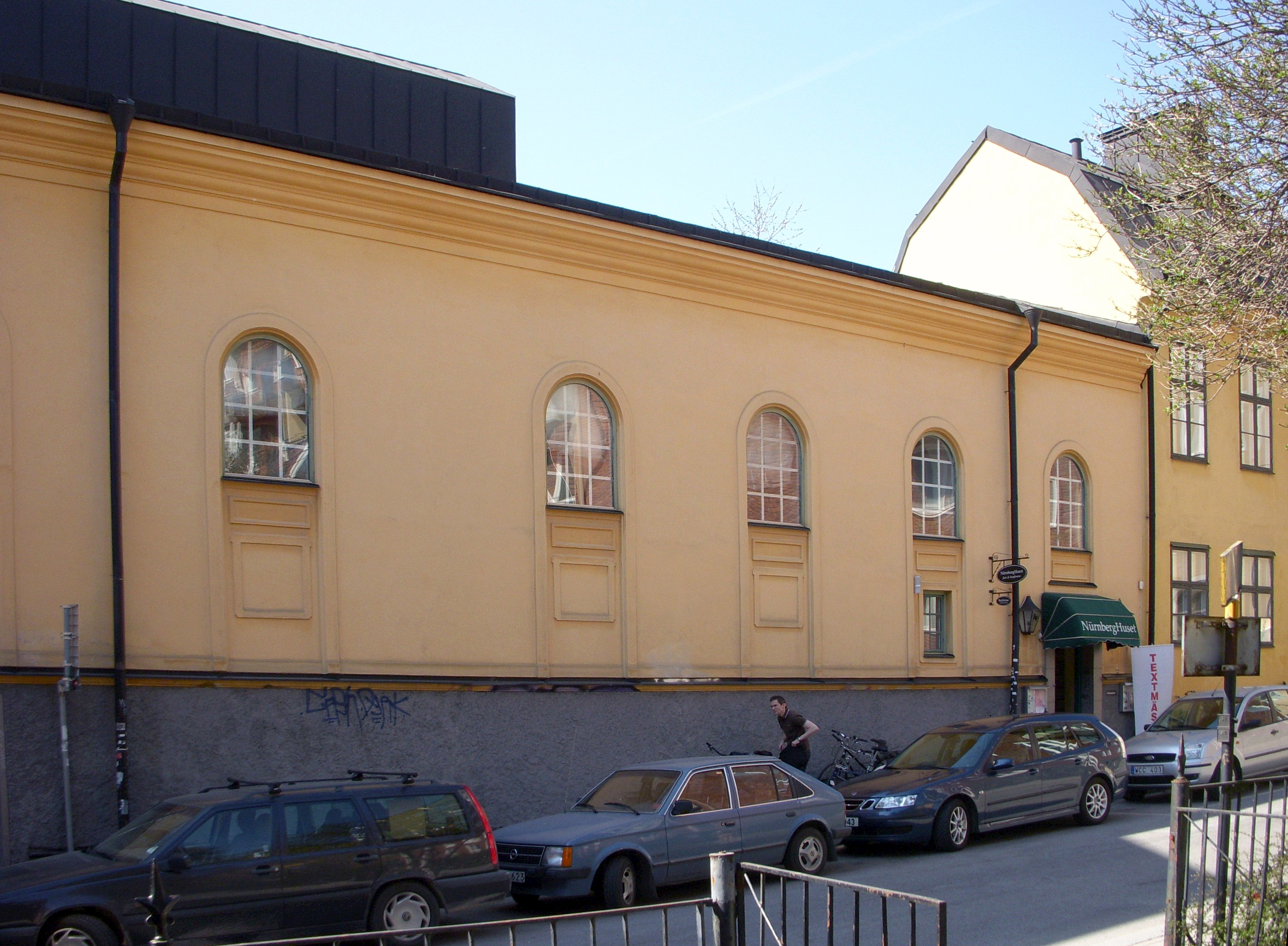